# Frigga (Marvel Comics)
Frigga, il cui nome per intero è Frigga Fjorgynnsdottir, è un personaggio dei fumetti, creato da Stan Lee, Robert Bernstein (testi) e Joe Sinnott (disegni), pubblicato dalla Marvel Comics. La sua prima apparizione avviene in Journey into Mystery (Vol. 1) n. 92 (maggio 1963).
Ispirata all'omonima dea della mitologia norrena, Frigga è la moglie di Odino, nonché regina di Asgard, e madre adottiva di Thor e Loki.

## Biografia del personaggio
Nata agli albori dell'universo, Frigga è la figlia di Fjorgynn che in punto di morte la dà in sposa a Odino re di Asgard; saggia e amorevole, Frigga cresce e ama come fossero suoi sia i figli avuti in precedenza dal marito, Thor (nato da Odino e Jord - in norreno Jǫrð, nome tradotto come Gea -) e Vidar (nato da Odino e Grid), che il figlio adottivo Loki (cresciuto da Odino in memoria del degno nemico Laufey). Frigga dà inoltre a Odino quattro figli maschi: Balder, Tyr, Hodr e Hermod, ed una femmina: Aldrif, che però viene rapita dagli angeli, abitanti del Paradiso, portando Odino e Frigga a credere l'avessero uccisa e a decidere, in un impeto d'ira, di staccare il Paradiso sia da Yggdrasill che dagli altri Nove Mondi cancellandone completamente il ricordo e maledicendo le anime dei suoi abitanti destinandole tutte a Hel.
Tempo dopo, scoprendo tramite una profezia che la morte di Balder è destinata a dare inizio a Ragnarǫk, Frigga decide di proteggere sia la sua gente che il figlio rendendolo invulnerabile tramite un incantesimo, nonché tenendo nascoste a tutti le sue reali discendenze di modo che nessuno abbia mai motivo di attentare alla sua vita.
Nell'anno 1000, quando i Celestiali giungono sulla Terra minacciando di distruggerla se non avessero visto un miglioramento nell'evoluzione dei suoi abitanti da lì a un millennio, Frigga, così come tutte le divinità femminili, viene convocata da Gea alias Jord affinché, tramite i loro poteri, risveglino il potenziale superumano di dodici individui, i Giovani Dei, che soddisfano le aspettative dei Celestiali scongiurando il pericolo.
Durante la guerra tra Asgard e le armate del demone Surtur, Frigga si assume l'incarico di proteggere tutti i bambini asgardiani rifugiandosi assieme a loro in un ostello nel fitto della foresta agli argini del regno ed ergendovi attorno una barriera incantata.
Nel momento in cui Loki riesce ad assassinare Balder scatenando Ragnarök, come tutti gli abitanti di Asgard, Frigga muore difendendo il regno.
Pochi anni dopo Thor, ritornato in vita, resuscita tutti gli dei del pantheon; in tali circostanze Balder scopre la vera identità della madre e diviene ufficialmente un principe di Asgard. Frigga, parecchio ringiovanita dopo la resurrezione, inizia a farsi chiamare "Freyja" e, assieme a Idunn e Gea, forma il triumvirato delle "Madri di Tutti" (All Mother) che, successivamente alla Guerra del Serpente, vengono investite da Odino del titolo di regnanti di Asgard dopo la sua abdicazione.

## Poteri e abilità
Frigga possiede i poteri comuni a tutti gli asgardiani, quali forza, agilità, velocità, riflessi e resistenza sovrumani dovuti al fatto che pelle e ossa asgardiane siano all'incirca tre volte più dense di quelle di un comune essere umano. La sua longevità è inoltre quasi illimitata e non può morire se non venendo uccisa; differentemente dalla maggior parte degli asgardiani, il cui invecchiamento si arresta raggiunta la maturità, Frigga, come anche Odino è spesso rappresentata come una donna anziana seppur ancora energica.
Frigga dispone di immensi poteri magici e, nonostante non se ne serva di frequente, è addestrata nel combattimento e nell'uso delle armi bianche come ogni dea di Asgard.

## Altri media

### Cinema

#### Marvel Cinematic Universe
- Frigga, interpretata da Rene Russo, compare in tre film del Marvel Cinematic Universe.[12][13]
  - In Thor (2011), Frigga compare come la madre biologica di Thor, la madre adottiva di Loki e la moglie di Odino.
  - In Thor: The Dark World (2013), Frigga aiuta Thor a contrastare la minaccia degli Elfi oscuri, finché non verrà uccisa dal loro crudele leader.
  - In Avengers: Endgame (2019), Thor torna indietro nel tempo con Rocket Raccoon, e chiede aiuto a sua madre non morente per contrastare l'ultima minaccia di Thanos.

### Televisione
- Frigga compare in un episodio della serie animata Super Hero Squad Show.
- Frigga compare anche nella serie animata del Marvel Cinematic Universe What If...?.